# Canon EOS 80D
Canon EOS 80D là máy ảnh DSLR bán chuyên được sản xuất bởi Canon, công bố ngày 18-2-2016. Thân máy có giá $1199, tương tự như Canon EOS 70D, lúc mới ra mắt. Nó có thể được bán chỉ thân máy, hoặc với ống kính kit 18-55mm IS STM với tổng giá $1,349, hoặc với 18-135mm IS USM có tổng giá US$1,799 hoặc với EF-S 18-200mm IS có tổng giá US$1,899.
Máy này được định hướng tầm trung, cho những người đam mê nhiếp ảnh.
Ở Việt Nam, tại thời điểm hiện tại (6-2018), thân máy 80D được bán với giá dao động từ 18-20 triệu VNĐ.

## Đặc điểm chính
Một số tính năng mới so với 70D gồm:
- Cảm biến ảnh 24 megapixel hiệu dụng, với Dual Pixel CMOS AF (So với 20,2mpx, cũng có DAF, tuy nhiên không thể AF chủ thể chuyển động)
  - Servo AF trong live view, tốc độ chụp liên tiếp tối đa lên tới 5 hình/giây.
- 45 điểm lấy nét ngang dọc, so với 19 trên 70D.
  - 80D thừa kế hệ thống điểm AF này từ 7D Mark II, tuy nhiên ít hơn 20 điểm.
  - Tuy nhiên số điểm AF và số điểm dạng ngang dọc phụ thuộc ống kính được sử dụng.
  - Có 4 chế độ điểm lấy nét gồm 1 điểm, vùng (3x3 điểm), vùng lớn và tự động 45 điểm.
  - Điểm chính giữa có thể AF ở -3 EV khi sử dụng các ống kính có khẩu độ f/2,8 trở lên (-3 EV là tương đương đêm trăng tròn, rất thiếu sáng).
  - Trong đó 27 điểm sẽ hoạt động với bất kì ống kính/extender ngàm EF nào do Canon sản xuất ở khẩu độ f/8. 80D là máy không chuyên đầu tiên có thể lấy nét ở điều kiện này; trước đó không một thân máy không chuyên nào có thể lấy nét ở khẩu độ nhỏ hơn f/5,6.
- DIGIC 6 (DIGIC 5+ trên 70D)
- Cảm biến đo sáng mới 7560-pixel RGB+IR (So với cảm biến 2 lớp 63 vùng iFCL), cho phép ghi nhớ khuôn mặt và màu sắc của chủ thế khi sử dụng OVF.
- Cân bằng trắng tự động: gồm tự động và tự động ưu tiên trắng: cho phép tái tạo màu trắng trong các điều kiện ánh sáng phức tạp.
- Cơ chế gương lật mới giảm âm thanh và ít rung động hơn
- "Anti-flicker": triệt tiêu hiện tượng nhấp nháy khi chụp trong ánh sáng nhân tạo (thừa kế từ 7D Mk II)
  - Tuy nhiên máy sẽ không thể phát hiện các ánh sáng nhấp nháy với tần số lên tới 100/120 Hz, mà chỉ hiệu quả ở 50/60 Hz.
- Ống ngắm quang độ bao phủ 100% (So với 98%).
- NFC tích hợp (70D không có).
- Quay video full HD 60 hình/giây (FHD 30p trên 70D).
- HDR và quay video time-lapse (70D không có)
- Thời lượng pin gia tăng so với 70D, từ 920 hình lên 960 hình (lý thuyết)
- Có thêm cổng tai nghe 3.5
- Trình đơn được thiết kế lại gần giống các máy chuyên nghiệp ra đời từ 2012 như 5D Mark III, 7D Mark II, tuy nhiên không có mục AF.